# Låt synden ej råda
Låt synden ej råda är en psalm med tre 8-radiga verser ur Ira D. Sankeys Sacred Songs. Den engelska texten, Yield not to temptation, for yielding is sin, i The Song-Book of the Salvation Army, (1986) författades av Horatio Richmond Palmer. Texten översattes till svenska av Andrew L. Skoog och Erik Nyström. Emil Gustafson valde bibelcitatet "Se på trons begynnare och fullkomnare" ur Hebreerbrevet 12:2 i Bibeln.
Melodin är densamma som till sång nr 205 ur Hemlandstoner.

## Publicerad i
- Sånger till Lammets lof 1877 nr 147 med hänvisning till Första Korintherbrevet 10:13 i Bibeln.
- Hjärtesånger 1895 som nr 96 under rubriken "Om frälsning från synden" med titeln "Se på Jesus!"
- Svensk söndagsskolsångbok 1908 som nr 187 under rubriken "Jesu efterföljelse".
- Sionstoner 1889 som nr 779 under rubriken "För ungdom".
- Svenska Missionsförbundets sångbok 1920 som nr 570 under rubriken "Ungdomsmission".
- Svensk söndagsskolsångbok 1929 som nr 112 under rubriken "Jesu efterföljelse".
- Sionstoner 1935 som nr 621 under rubriken "Ungdom".
- The Song-Book of the Salvation Army 1986, nr 823